# Úpice
Úpice (niem. Eipel) − miasto w Czechach, w kraju kralovohradeckim. Według danych z 31 grudnia 2003 powierzchnia miasta wynosiła 1 530 ha, a liczba jego mieszkańców 5 959 osób.

## Demografia
| Rok             | 1970  | 1980  | 1991  | 2001  | 2003  |
| --------------- | ----- | ----- | ----- | ----- | ----- |
| Liczba ludności | 6 749 | 6 990 | 6 141 | 5 932 | 5 959 |

Źródło: Czeski Urząd Statystyczny